# Rudolf von Colloredo

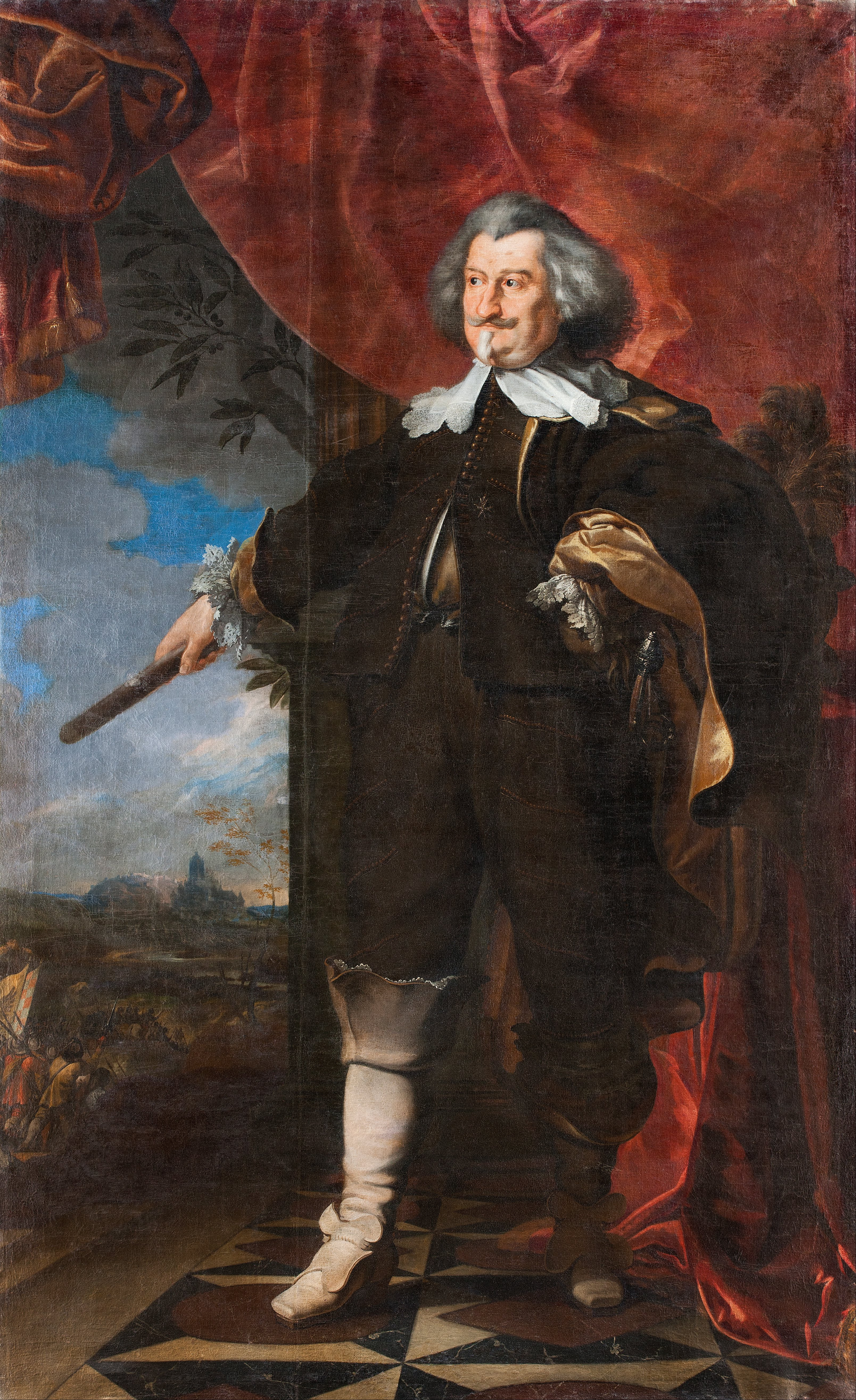
Graf Rudolf von Colloredo (1585–1657), Feldmarschall

Rudolf Hieronymus Eusebius Reichsgraf von Colloredo-Waldsee, auch Wallsee, (* 2. November 1585 in Budweis; † 24. Jänner 1657 in Prag, Königreich Böhmen) aus der Asquinischen Linie des Geschlechts der Colloredo, war  Kaiserlicher Rat, Feldmarschall, Gouverneur von Prag, Kommandierender General in Böhmen sowie Großprior des Malteserordens.

## Herkunft und Familie
Rudolf war ein jüngerer Sohn des Begründers dieser Linie, Ludwig Colloredo (* um 1540; † 1598) und der Paula contessa Polcenigo, der schon unter den Kaisern Maximilian II. und Rudolf II. als Kammerherr des kaiserlichen Hofstaates erschien. Er ging mit Kaiser Rudolf II., als dieser noch Erzherzog war, nach Spanien und wurde am 19. März 1588 zu Prag in den erbländischen und unter Bestätigung der Abstammung von denen von Wallsee in Friaul mit dem Prädikat „von Waldsee“ am 31. Juli 1591 in den Reichsfreiherrenstand aufgenommen. Außer seinem Bruder Hieronymus sind noch vier weitere überliefert, Christoph († 1606), Page bei Erzherzog Matthias, Ferdinand und Friedrich, beide Soldaten in spanischem Dienst, die in der Lombardei fielen, und Lelius, kaiserlicher Obrist. Nachdem Rudolf kinderlos gestorben war, erhielt Ludwig († 1693), Sohn des Bruders Hieronymus, der das Geschlecht aber nicht fortpflanzte, sondern ohne Söhne starb, sein Erbe. Opotschno fiel nun an den nächsten Lehnsvetter, einen anderweiten Hieronymus Graf Colloredo und dieser wurde der Stifter der fürstlichen Linie.

## Biographie

### Frühe Laufbahn

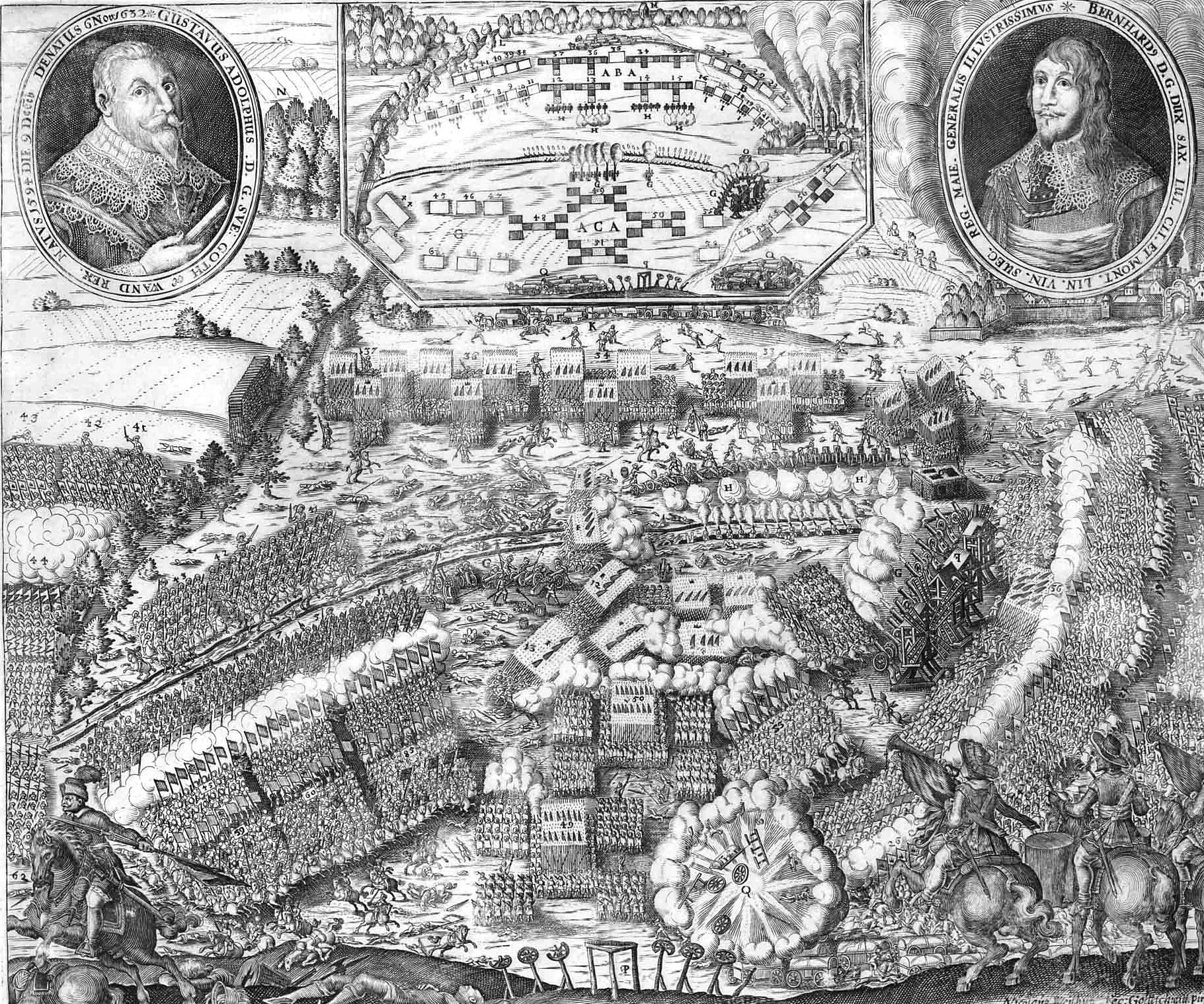
Flugblatt Detail Schlacht bei Lützen

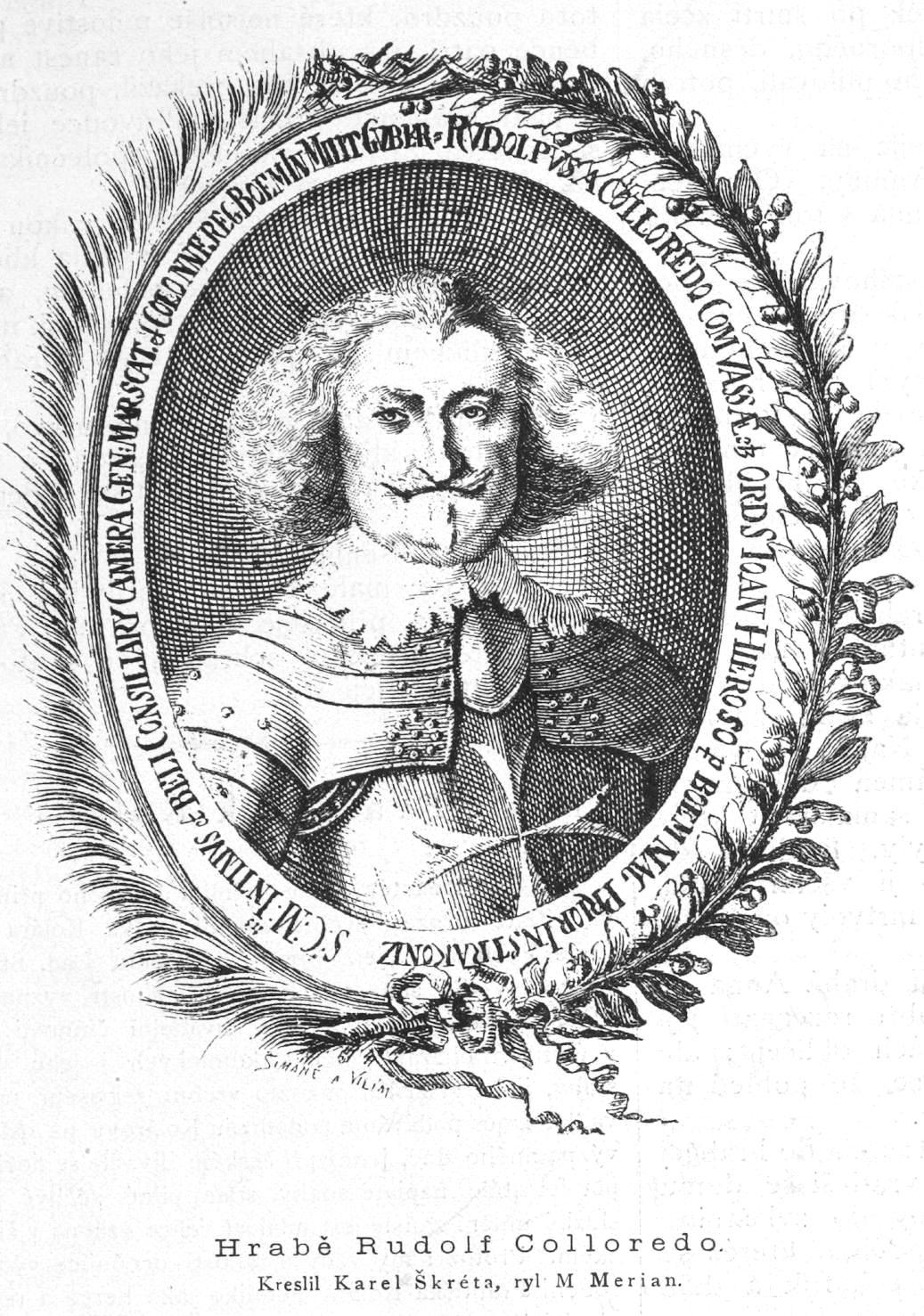
Rudolf von Colloredo

Rudolfs Taufpate war Kaiser Rudolf II., dem er als Heranwachsender nach und nach als Page, Truchsess und Mundschenk diente. Im Dezember 1594 schenkte ihm Kaiser Rudolf die reiche Komturei Groß Tinz des Malteserordens in Schlesien. Dem Orden des heiligen Johannes von Jerusalem soll Colloredo entweder 1605 oder bereits im Jahr 1595 beigetreten sein.
Früh entschied sich Rudolf für eine militärische Laufbahn. Im Jahr 1610 schloss er sich dem Passauer Kriegsvolk unter Laurentius Ramée an, das im habsburgischen Bruderzwist zwischen Kaiser Rudolf und dessen Bruder Erzherzog Matthias dem Kaiser zur Hilfe kommen sollte, dabei aber Oberösterreich und den Süden Böhmens schwer verwüstete. Als Rittmeister über 5 Kompanien Arkebusiere wurde Colloredo 1611 vom zum böhmischen König aufgestiegenen Matthias geächtet. Trotzdem bot ihm Matthias im folgenden Jahr an, als Obrist in seine Dienste zu treten. Er lehnte ab und trat stattdessen in Dienste des späteren Kaisers Ferdinand, für den er 1615 400 Kürassiere und eine Kompanie Infanterie anwarb und bis 1617 im Friauler Krieg gegen die Republik Venedig kämpfte.
Durch die ganze Zeit des Dreißigjährigen Krieges widmete er seine Dienste dem Haus Habsburg. Im Oktober 1619 erhielt er als Obrist ein eigenes Regiment verliehen, wurde Ende des Jahres Kommandant von Korneuburg und zog im nächsten Jahr erst nach Preßburg, wo sein Befehlshaber Heinrich von Dampierre fiel, und anschließend nach Böhmen, wo er die Schlacht am Weißen Berg mitmachte. Im Frühjahr 1621 ermahnte man ihn wiederholt, bessere Disziplin unter seinen Truppen zu halten. Danach nahm er am Feldzug in Ungarn teil und führte mehrmals Missionen zu den Militärs Bucquoy, Stadion und Liechtenstein durch. Sein Regiment wurde 1622 in den Sold des Erzherzogs Leopold von Tirol übernommen; im November 1623 sollte er in Böhmen ein neues anwerben, die Erlaubnis dazu wurde aber widerrufen, bevor er es vervollständigen konnte.

### Aufstieg zum General
Kaiser Ferdinand II. erhob ihn zusammen mit seinen Brüdern Hieronymus und Lelius am 26. Oktober 1624 in den Reichsgrafenstand. Im Juni 1625 erhielt er wieder ein Regiment Fußsoldaten, das bis 1648 bestehen blieb. 1626 sandte ihn Wallenstein, der ihn ebenfalls wegen schlechter Disziplin ermahnte, zur Unterstützung General Tillys, unter dem er in der Schlacht bei Lutter kämpfte. Im Jahr 1627 zog er erst nach Oberschlesien gegen Gabriel Bethlen, dann gegen die Dänen nach Mecklenburg und Jütland. Im Oktober wurde er Oberbefehlshaber in Mähren und Schlesien.
Während des Mantuanischen Erbfolgekrieges wurde Rudolf nach Norditalien beordert und sicherte sich als Obrist gewaltige Reichtümer, als kaiserliche Truppen unter Matthias Gallas im Juli 1630 die Stadt Mantua plünderten. Er avancierte am 27. Januar 1632 zum Generalfeldwachtmeister. Im Verlauf des Dreißigjährigen Krieges zeichnete er sich besonders in der Schlacht bei Lützen am 6. Novemberjul. / 16. November 1632greg. aus, in deren Vorfeld er die schwedische Armee mit einer kleinen Truppe solange blockierte, bis der eigentlich abrückende Wallenstein gewarnt werden und sich zur Schlacht aufstellen konnte. Er erlitt dabei sieben Wunden. In der Folge rückte er noch im gleichen Jahr außer der Tour am 23. Dezember zum Feldzeugmeister vor.

### Gegner Wallensteins und Fall in Ungnade
Wallenstein schätzte Colloredo nur wenig und wollte ihm kein eigenständiges Kommando geben, stattdessen machte er ihn zum Befehlshaber der Artillerie bei der Hauptarmee. Am 22. August 1633 nahm Colloredo an der Einnahme von Leipzig durch Heinrich von Holk teil, am 11. Oktober kämpfte er unter Wallenstein in Schlesien in der Schlacht bei Steinau. Ferdinand II. ernannte ihn am 1. Februar 1634 zum Feldmarschall. In der Verschwörung von oder gegen Wallenstein blieb er dem Kaiser treu und erschien nicht auf der Pilsener Zusammenkunft der Feldobersten. Am 18. Februar wurde er vom Gehorsam gegenüber dem bald ermordeten Generalissimus entbunden und zum Kommandanten in Schlesien ernannt, wo er die Treue der Truppen zum Kaiser sicherstellte.
Der Vormarsch der Kursachsen unter Arnim in Schlesien, der im Mai Rudolfs Bruder Hieronymus bei Liegnitz schlug, brachte Colloredo den Tadel vom Kaiser ein, dass er unter anderem die Festung Glogau nicht ausreichend mit Proviant versehen habe. Im Juli musste er Prag gegen Sachsen und Schweden verteidigen, konnte die Schweden aber im Oktober aus Böhmen zurückdrängen. Zur Verbesserung der kaiserlichen Verhandlungsposition über einen Frieden mit Sachsen sollte er anschließend in Sachsen einfallen und dort weitere feste Plätze sichern, die man gegen die von den Sachsen in Schlesien eroberten Festungen eintauschen konnte. Colloredo blieb aber bis auf das Sichern von Chemnitz und der Erzgebirgspässe passiv. Deshalb wurde Colloredo im Dezember an den Hof nach Wien vorgeladen, durch Befehl des Oberbefehlshabers König Ferdinand von Ungarn unter Hausarrest gestellt, während sein Feldkommando in Böhmen an Francesco Carretto de Grana vergeben wurde.

### Rehabilitation und Kommando in Böhmen

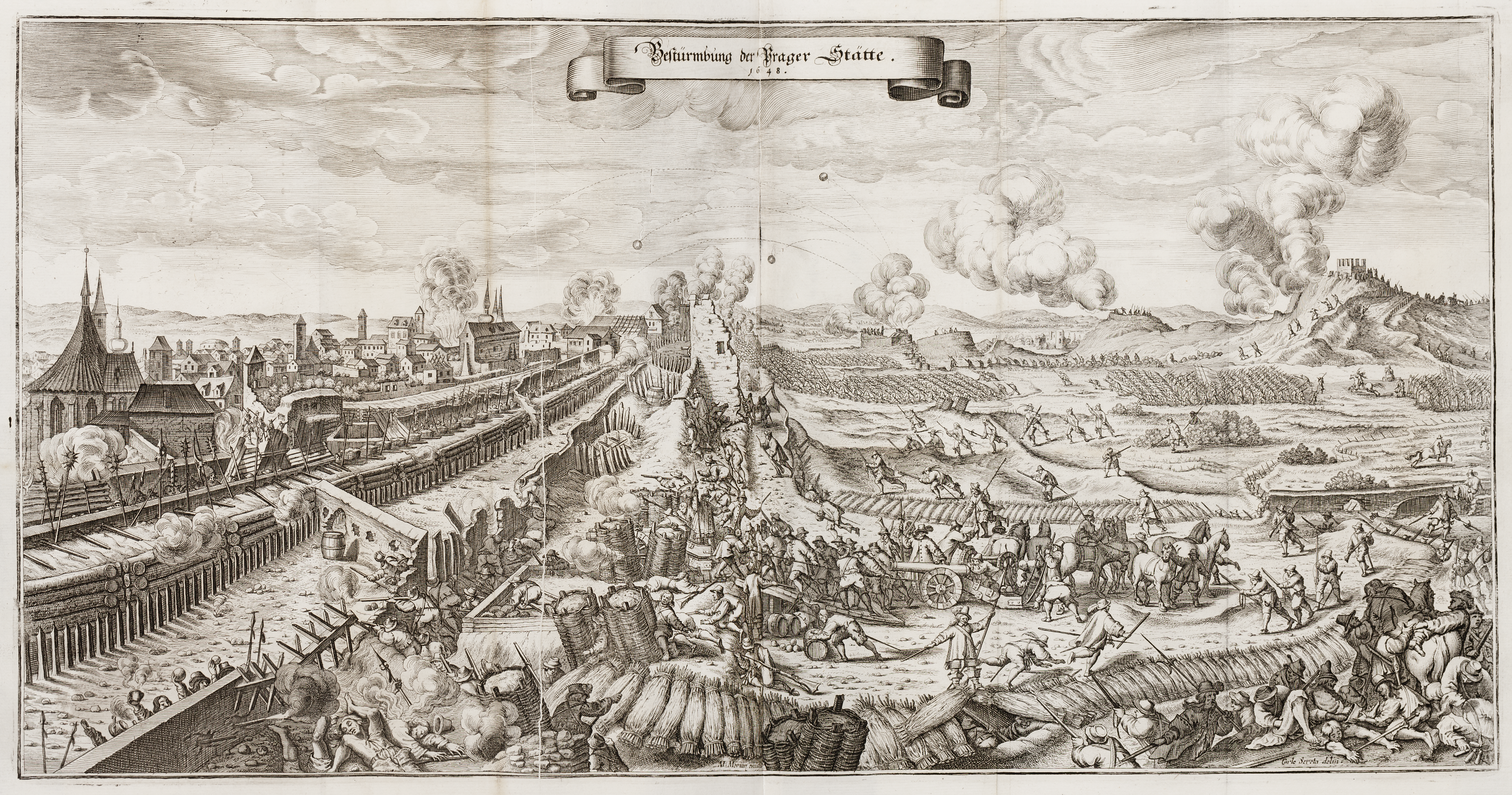
Prag 1648

Anfang 1635 aufgrund des Einsatzes von Matthias Gallas rehabilitiert, führte er durch den Prager Frieden freigewordene Truppen aus Böhmen ins Reich und wurde im Juli zu Herzog Karl von Lothringen geschickt, den er beim Feldzug gegen Frankreich zur Rückgewinnung seines Herzogtums von allzu gewagten Aktionen abhalten sollte. Beim risikofreudigen Herzog wurde er dadurch bald zu einem Sündenbock für verpasste Gelegenheiten, auf den Feind zu gehen. Trotzdem versuchte Colloredo den mit dem kaiserlichen Hauptheer passiv bleibenden Gallas zur Offensive zu überreden, um die gefährdete Position der Lothringer an der oberen Mosel nahe Rambervillers zu stärken. Im Oktober vereinigte sich Gallas bei Dieuze mit den Lothringern, wagte aber keinen Angriff auf das gegenüberliegende große Heer der Franzosen, das durch starke Festungen im Rücken gedeckt war. Als die Heere ergebnislos wieder auseinandergingen, nahm Colloredo noch an einer Aktion gegen die Franzosen teil und eroberte am 27. Januar 1636 Longwy.
Im nächsten Jahr zog er mit Gallas nach Burgund. Gegen die Belagerung von Dole, Hauptstadt der spanischen Franche-Comté, durch die Franzosen unter Henri II. de Condé, wurden erst Colloredo mit leichter Kavallerie und ihm folgend der Herzog von Lothringen und Guillaume de Lamboy zum Entsatz geschickt. Nach dem erfolgreichen Entsatz im August scheiterte jedoch eine Offensive in den französischen Teil Burgunds Anfang November. Der Kaiser belohnte seine Verlässlichkeit und Treue 1636 mit der großen Herrschaft Opotschno in Böhmen, die nach dem Tod des Jan Rudolf Trčka von Lípa konfisziert worden war. Auch wurde Rudolf 1637 zum Großprior des Malteserordens für Böhmen zu Strakonitz ernannt (ab 1647 Botschafter des Ordens am kaiserlichen Hof).
1639 wurde er anstelle des verstorbenen Baltasar von Marradas zum Gouverneur von Prag und Kommandierenden General in Böhmen ernannt. Er befestigte die Städte Prag, Königgrätz und Pardubitz, hatte aber keine eigentliche Befehlsgewalt, da ihm keine Truppen unterstellt waren. Weil er sich nicht mehr für den Kriegsdienst tauglich befand, wollte er den Posten 1641 wieder aufgeben, ließ sich aber davon überzeugen, dass er nur die Sicherheit von Prag zu gewähren habe. Anfang 1643 lehnte er aus Gesundheitsgründen auch ab, anstelle von Piccolomini das Interimskommando über die Hauptarmee zu übernehmen.
Im März 1645 wurde er zum wirklichen Geheimen Rat ernannt. Im Jahr 1646 hielt er als Statthalter des Kaisers den Landtag zu Prag ab. Am 26. Juli 1648 verlor er die Prager Burg und die Kleinseite gegen einen schwedischen Handstreich unter General Königsmarck, den der Überläufer Ernst Odowalsky ermöglicht hatte. Die Schweden erbeuteten dabei Sachwerte über 6 Millionen Gulden, auch durch die Plünderung von Colloredos eigenem Palast. Colloredo selbst hatte sich nur im Nachthemd mit einem Kahn über die Moldau in die Prager Altstadt retten können. Bis zum Friedensschluss behaupteten er und der ihm unterstellte General Innocentio Conti jedoch mit der verbliebenen Stadtgarnison und großen Freiwilligenverbänden aus Bürgern und Studenten die Alt- und Neustadt gegen eine mehrmonatige Belagerung. Für die erfolgreiche Verteidigung erhielt Colloredo ein kaiserliches „Dankbriefl“, musste sich im folgenden Jahr jedoch vor dem Hofkriegsrat in Wien für seine Verantwortung beim Verlust der Kleinseite verantworten. Danach spielte er politisch und militärisch keine Rolle mehr. Das tatsächliche Kommando in Prag führten fortan die Stadtkommandanten Conti und später Jan van der Croon.
Rudolf Colloredo erhielt als Personalist im schwäbischen Grafenkollegium Sitz und Stimme und starb am 24. Jänner 1657 um 18 Uhr (die Grabinschrift nennt den 14. als Todestag, in der Literatur findet sich auch der 27. Jänner) als Feldmarschall, Kommandierender General, und Großprior des Malteserordens in Böhmen, nachdem er für ein Fideikommiss auf Opotschno, eine Million im Wert, gestiftet hatte. Dieser Grundbesitz befand sich bis 1945 im Besitz der Familie Colloredo und wurde ihr – allerdings ohne das Schloss Opočno – nach der Samtenen Revolution zurückübertragen. Colloredos Nachfolger als Kommandierender General Böhmens wurde der bisherige Prager Stadtkommandant van der Croon.

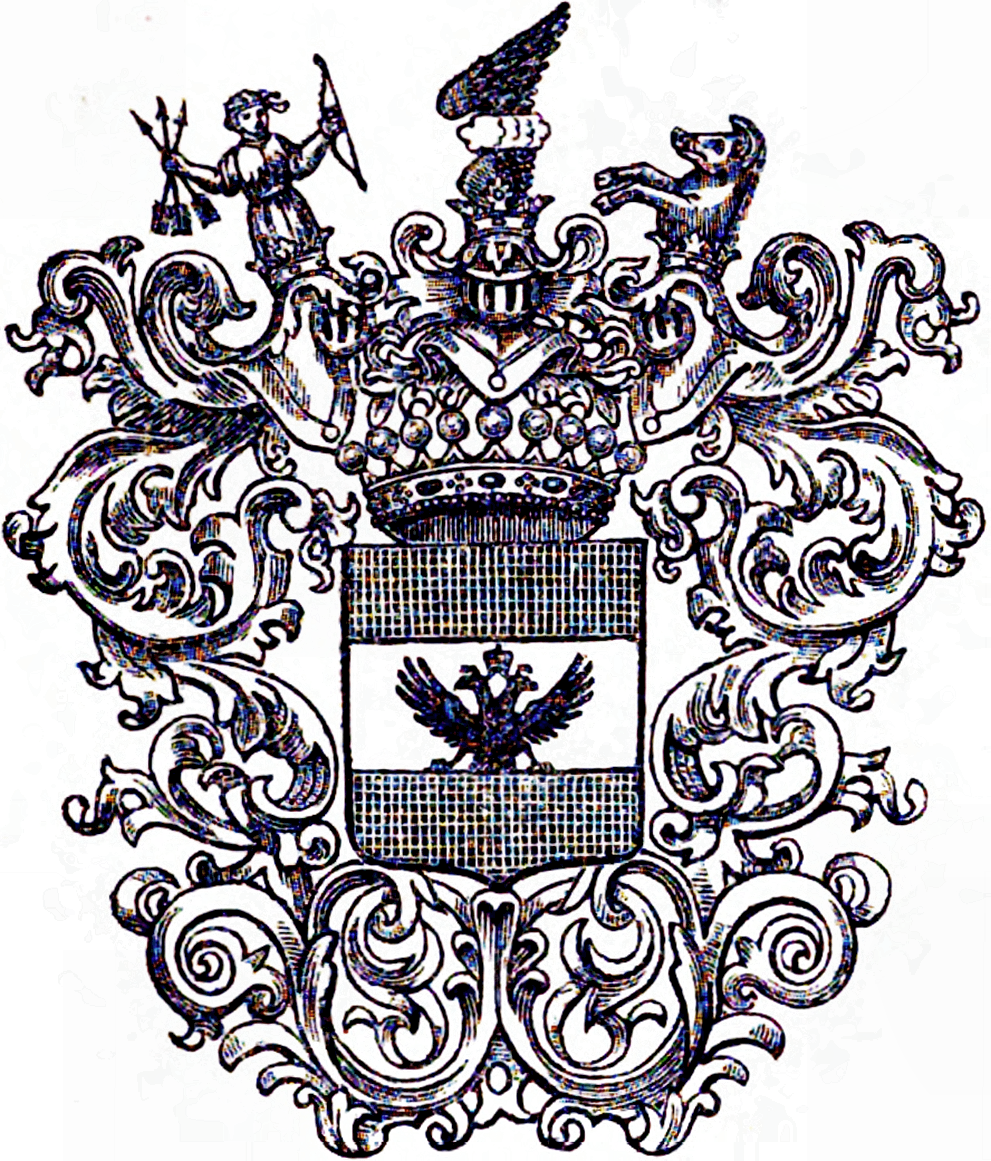
Wappen der Grafen Colloredo der Linien Asquino und Bernhard 1624

## Rezeption
Colloredo zeichnete sich durch Tapferkeit im Kampf aus, war als Truppenkommandant aber umstritten. Unter seinen Truppen herrschte oft eine besonders schlechte Disziplin und ihm unterliefen wiederholt militärische Fehlleistungen. Nachdem er 1634 durch Arnim aus Schlesien bis unter die Mauern von Prag zurückgedrängt worden war, warf Ferdinand III. ihm seine Passivität und seinen Ungehorsam gegenüber direkten Befehlen vor, im Lothringen-Feldzug von 1635 brachte er mit einem verunglückten Angriff auf die Franzosen die eigene Armee in zeitweise Konfusion. Bei Johann Christoph Allmayer-Beck findet sich die sehr vorteilhafte Wertung, dass Colloredo „in sich die Eigenschaften des erfolgreichen Heerführers seiner Zeit“ vereinigte, die laut Robert Rebitsch aber zu positiv ausfällt. Nach Antonio Schmidt-Brentano war er „als Truppenführer bestenfalls durchschnittlich“.

## Wappen
1624: Im schwarzen Schild ein silberner Querbalken der in der Mitte mit dem kaiserlichen Adler belegt ist. Über der Grafenkrone erbeben sich drei gekrönte Helme. Aus dem rechten Helme wächst ein aufspringender schwarzer wilder Eber mit ausgeschlagener Zunge einwärtsgekehrt auf. Der mittlere Helm trägt einen die Sachsen rechtskehrenden, geschlossenen Adlersflug, welcher mit einem silbernen Querbalken belegt ist und der linke Helm einen wachsenden Jüngling in langem weißen Kleide mit einer von weißen und roten Bändern wechselweise geflochtenen Stirnbinde, deren Enden auswärts fliegen, und einer roten Leibbinde. Die Arme sind zur Hälfte bloß und der Jüngling hält in der Rechten drei in ein Kreuz gelegte Pfeile und in der Linken aufrecht einen goldenen Bogen. Die Helmdecken sind schwarz und silbern.